# Avril 1951

## Évènements
- 1er avril : 
  - première liaison aérienne canadienne entre Montréal et Paris.
  - Curtis Turner (en) remporte la course sur le Charlotte Speedway (en) en NASCAR Grand National.
  - le Français R. Carrette, sur Norécrin, avec deux passagers, franchit deux fois les Andes dans le courant de la même journée.
- 2 avril
  - Deux F9F-2B Panther de la flottille VF-191 de l’US Navy, chacun chargé avec 4 bombes de 250 livres (113 kg) et 2 de 100 livres (45 kg), sont catapultés du porte-avions Princeton pour une attaque contre un pont de chemin de fer près de Songjin, en Corée du Nord. Il s’agit de la première utilisation par l'US Navy d’un chasseur à réaction comme appareil de bombardement.
  - Premier vol du SE Mistral.
- 3 avril : le prototype du Hawker p. 1081, piloté par le britannique T.S. Wade, explose en vol.
- 3 - 4 avril : première assemblée plénière de l’épiscopat français depuis 1907.
- 5 avril (États-Unis) : Ethel et Julius Rosenberg sont condamnés à la peine capitale pour espionnage. Ils étaient accusés d'avoir livré des secrets atomiques à l'URSS. Ils seront exécutés en juin 1953. Campagne internationale de protestation en faveur des Rosenberg (1951-1953).
- 8 - 15 avril : la Task Force 77 américaine quitte temporairement la zone du conflit coréen en vue d'effectuer une démonstration de force dans le détroit de Formose après la découverte de rapports annonçant la possibilité d’une attaque amphibie contre Formose depuis la côte chinoise.
- 9 avril
  - M. Vincent Auriol, Président de la République Française, revient d’un voyage au Canada à bord du Lockheed Constellation F-BAZJ d’Air France. En cours de route, à 6 000 m d’altitude au-dessus de l’océan, le commandant de bord G. Libert accomplit sa 10 000e heure de vol (186e traversée) et reçoit, des mains du Président, la rosette de la Légion d'honneur.
  - L’Américaine Jacqueline Cochran, sur North American P-51 Mustang, établit un record de vitesse féminin (altitude illimitée) sur la base de 15/25 km à 747,339 km/h.
- 11 avril : Douglas MacArthur, qui s’est lancé dans une campagne publique contre la Maison-Blanche, est limogé. Il est accueilli triomphalement par l’opinion américaine. Partisan de mener la guerre contre la Chine, il est remplacé par Ridgway en Corée.
- 12 avril : premier vol du Boisavia B.603.
- 18 avril : 
  - traité de Paris. Création de la CECA : communauté européenne du charbon et de l'acier établie entre la Belgique, la République fédérale d'Allemagne, la France, l’Italie, le Luxembourg et les Pays-Bas, pour sceller les bases d’un marché commun dans ces deux secteurs. Le traité entrera en vigueur le 25 juillet 1952.
  - Premier vol de l’hélicoptère SO.1120 Ariel II, le premier hélicoptère au monde propulsé par une turbine.
  - La première fusée de recherche Aerobee (avec un singe) est lancée avec succès.
- 19 avril : discours de Douglas MacArthur devant le congrès des États-Unis[1].
- 26 avril : premier vol de l'avion expérimental Lockheed X-7.
- 27 avril : démission du Premier ministre iranien Hossein Ala', partisan d’un compromis avec les Britanniques sur le statut de l’Anglo-Iranian Oil Company. Mohammad Mossadegh, partisan des nationalisations, lui succède le 29 avril.
- 28 avril : premier vol du Fouga CM.8 R9.8 Cyclope II.
- 29 avril : l’Américaine Ana Luisa Branger, sur Piper PA-18 Super Cub, sous-classe C.1a (poids 493,51 kg), établit un record d’altitude de 8 276 m.
- 30 avril : le Parlement iranien approuve à l’unanimité la nationalisation immédiate de l’industrie pétrolière iranienne. En réaction, l’AIOC (Anglo-Iranian Oil Company) obtient un embargo des sociétés pétrolières sur les achats de pétrole iranien. Pour compenser cette réduction de l’offre, les compagnies  décident d’augmenter leur production dans le Golfe.

## Naissances
- 5 avril : Guy Vanderhaeghe, auteur.
- 7 avril :
  - Jean-Louis Borloo, homme politique français.
  - Bob Berg, saxophoniste de jazz américain († 5 décembre 2002).
- 9 avril : Bruno Zanin, acteur italien († 7 juillet 2024).
- 13 avril :
  - Diana Çuli, romancière et femme politique albanaise.
  - Joachim Streich, footballeur allemand († 16 avril 2022).
- 15 avril :
  - Marsha S. Ivins, astronaute américaine.
  - John L. Phillips, astronaute américain.
- 17 avril : Olivia Hussey, actrice de cinéma anglaise d'origine argentine († 27 décembre 2024).
- 18 avril : Pierre Pettigrew, homme politique.
- 21 avril :
  - Jean-Pierre Dardenne, comédien et réalisateur belge.
  - Tony Danza, comédien américain.
  - Aleksandr Laveykin, cosmonaute soviétique.
  - Jan Huisjes, coureur cycliste néerlandais.
- 25 avril : João Soares, joueur de tennis brésilien.
- 27 avril :
  - Ace Frehley, guitariste du groupe Kiss.
  - Viviane Reding, femme politique luxembourgeoise, commissaire européen.
- 28 avril : Claire Auzias, historienne française († 6 août 2024).
- 29 avril : Sény Facinet Sylla, ingénieur chimiste et homme politique guinéen.
- 30 avril : Samura Kamara, homme politique sierra-léonais.

## Décès
- 14 avril : Al Christie, réalisateur de films.
- 23 avril : Jules Berry, acteur et réalisateur français.